# Planadas
Planadas est une municipalité de Colombie, située au sud du département du Tolima. Ce municipe, également proche des départements de Valle del Cauca et Huila a été fondé officiellement le 25 novembre 1966 en présence du président Carlos Lleras Restrepo. L'altitude du chef-lieu est de 1 450 m, dans une zone très montagneuse sur les pentes du Nevado del Huila. Les principales ressources économiques sont le café, le cacao, et l'élevage. Sur ce lieu considéré par les FARC comme celui de leur naissance (voir République de Marquetalia), et dans lequel elles ont longtemps conservé une importante activité, la présence militaire de l'État est aujourd'hui forte et a permis au président Álvaro Uribe de faire une visite officielle à Planadas le 13 mai 2008, la première depuis 1966,.